# Cristian Mejía
Cristian de Jesús Mejía Martínez (Barranquilla, Atlántico, Colombia, 11 de octubre de 1990) es un futbolista colombiano. Juega de Interior izquierdo.

## Trayectoria
Su primer gol como profesional lo consiguió con el Deportes Tolima en la victoria 1-0 sobre La Equidad el 27 de julio de 2008, en partido válido por el Torneo Finalización de Colombia.
En agosto del 2010 pasó al Peñarol de Montevideo, donde debutó el 8 de septiembre contra Miramar Misiones. Luego de rescindir su contrato con el equipo carbonero, fichó por el Danubio, donde jugó hasta junio de 2011. 
Posteriormente, concretó su regreso a Colombia para jugar con el Junior en la segunda mitad del año.

## Selección Colombia
Con la Selección Colombia participó en el Campeonato Sudamericano Sub-20 de 2009.

## Clubes y estadísticas
| Club              | País     | Año         | Partidos | Goles | Promedio |
| ----------------- | -------- | ----------- | -------- | ----- | -------- |
| Tolima            | Colombia | 2008 - 2009 | 14       | 1     | 0,07     |
| Timişoara         | Rumania  | 2009 - 2010 | 6        | 0     | 0,00     |
| Peñarol           | Uruguay  | 2010        | 15       | 2     | 0,13     |
| Danubio           | Uruguay  | 2011        | 7        | 0     | 0,00     |
| Junior            | Colombia | 2011        | 7        | 0     | 0,00     |
| Envigado          | Colombia | 2012        | 17       | 0     | 0,00     |
| Tecos             | México   | 2013        | 13       | 3     | 0,23     |
| Huila             | Colombia | 2013 - 2014 | 22       | 0     | 0,00     |
| Alebrijes         | México   | 2014        | 10       | 0     | 0,00     |
| Uniautónoma       | Colombia | 2015        | 22       | 1     | 0,05     |
| Deportivo Pereira | Colombia | 2016 - 2019 | 122      | 9     | 0,07     |
| Total             |          | 2008 - 2019 | 255      | 16    | 0,06     |

- Actualizado el 1 de diciembre de 2019.

## Palmarés

### Campeonatos nacionales
| Título              | Club              | País     | Año  |
| ------------------- | ----------------- | -------- | ---- |
| Torneo Finalización | Junior            | Colombia | 2011 |
| Primera B           | Deportivo Pereira | Colombia | 2019 |